# Cap barré de Garastre
Le Cap barré de Garastre ou Oppidum de Garaste, est situé à 500 mètres au nord du village de Prades-le-Lez, sur le territoire de la commune de Saint-Vincent-de-Barbeyrargues, non loin de la vallée d'une petite rivière, le Lirou (affluent du Lez), dans le département de l'Hérault, le long de la route qui va de Montpellier à Mende. Il occupe le sommet du rocher de Garastre. Ce gros rocher domine la route de 60 m. Il est recouvert par une garrigue basse à chêne kermès (Quercus coccifera). C'est un lieu bien connu des géologues montpellièrains et de fouilleurs amateurs.

## État actuel et accès
On accède aisément au site en partant à pied de Saint-Vincent-de-Barbayargues, après avoir garé sa voiture sur la place, devant la Mairie. Prendre la rue du Puits qui donne sur la rue de Garaste qui s'interrompt au bout de 100 m. Un sentier descend à droite, travers l'extrémité d'une vigne arrachée et monte doucement vers l'oppidum. L'accès par le flanc est n'est pas aussi malaisé qu'on pourrait le croire. Un ensellement, occupé par une ancienne vigne, sépare le village de l'oppidum.
Une reconnaissance du site par image satellite montre un terrain boisé d'une garrigue comprenant quelques pieds de chênes verts. La reconnaissance à pied par le sentier qui contourne le rocher par l'ouest permet de constater l'envahissement par les chênes kermés très denses et difficiles à pénétrer.

## Un site de type oppidum barré
Ce site a été découvert et cité pour la première fois en 1730 dans une communication à la Société Royale des Sciences de Montpellier. En 1938, selon Roger et Lucette Allègre, le site n'avait jamais attiré l'attention des archéologues. Cependant, quelques trouvailles ont été faites.
« Le rocher de Garastre a la forme d'un triangle rectangle dont l'angle aigu est tourné vers le sud. ». Les auteurs décrivent vers le nord les traces d'une muraille en ruines sous forme d'une butte. Ce mur devait avoir 1,5 à 2 m de large sur 40 m de long. Il caractérise un « Cap barré ». Son altitude est de 132 m, il domine de 60 m la route en contrebas. L'accès est difficile et même impossible à certains endroits.
Les auteurs pensent de « le site a servi de lieu d'habitat pendant assez longtemps, à en juger par la quantité de débris de poterie qui jonchent le sol ». Ce qui est aussi confirmé par la proximité d'un point d'eau, la source de Florette (au nord) et la vallée du Lirou (à l'ouest) ainsi que de terres cultivables. Le site domine le parcours d'une voie naturelle de circulation. Des tas de cailloux au nombre de trois (clapiers ou clapas) font penser à des cabanes en pierre effondrées.

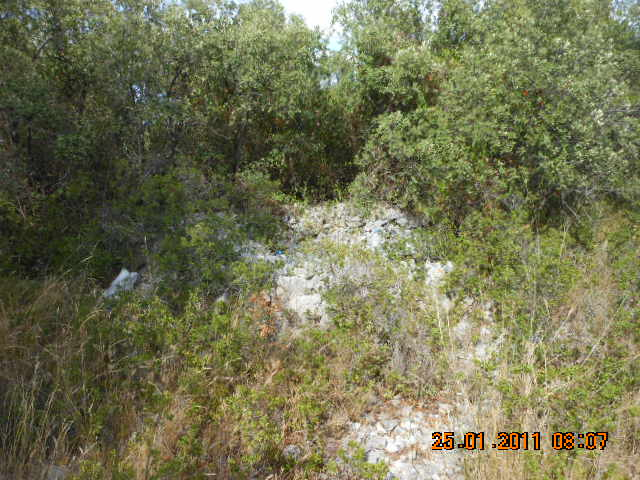
Vue du clapier n°1 au sud (trouvé éventré sous un chêne vert.)

## Géologie
Le rocher de Garaste est une masse rocheuse qui culmine à 134 m d'altitude et domine la route et la vallée du Lirou toute proche. Les parois sont abruptes. Du côté de la route, vers l'ouest et le nord-ouest s'ouvrent des carrières de pierre dont une est abandonnée (à l'ouest), l'autre (au nord) ne fonctionne pas mais est gardée et interdite d'accès.
Il s'agit de « bancs épais de dolomie très compacte, très dure, de couleur gris bleu, sans fossiles, peu altérable, renfermant pas endroits des rognons de silex ». Cette roche appartient au Portlandien faciès bathyal. Elle tranche avec les coteaux qui l'entourent et qui sont formés de calcaires marneux d'âge Valanginien inférieur ou Berriasien. Le rocher de Garaste est le sommet d'un petit anticlinal.

## Archéologie
Le site semble avoir connu une occupation depuis la fin de l'Âge du bronze ou début de l'Âge du fer. Des indices ont été dégagés sous forme de documents archéologiques.

### Ossements
Ce sont des ossements d'animaux ayant certainement été consommés par les habitants :
- phalanges de cerfs (Cervus élaphus),
- molaires de cheveuils (Cervus capreolus),
- molaires de chèvres ou de moutons,
- molaire de suidé (porc ou sanglier ?).

De nombreux autres débris osseux brisés n'ont pu être déterminés.

### Poteries
Tessons abondants

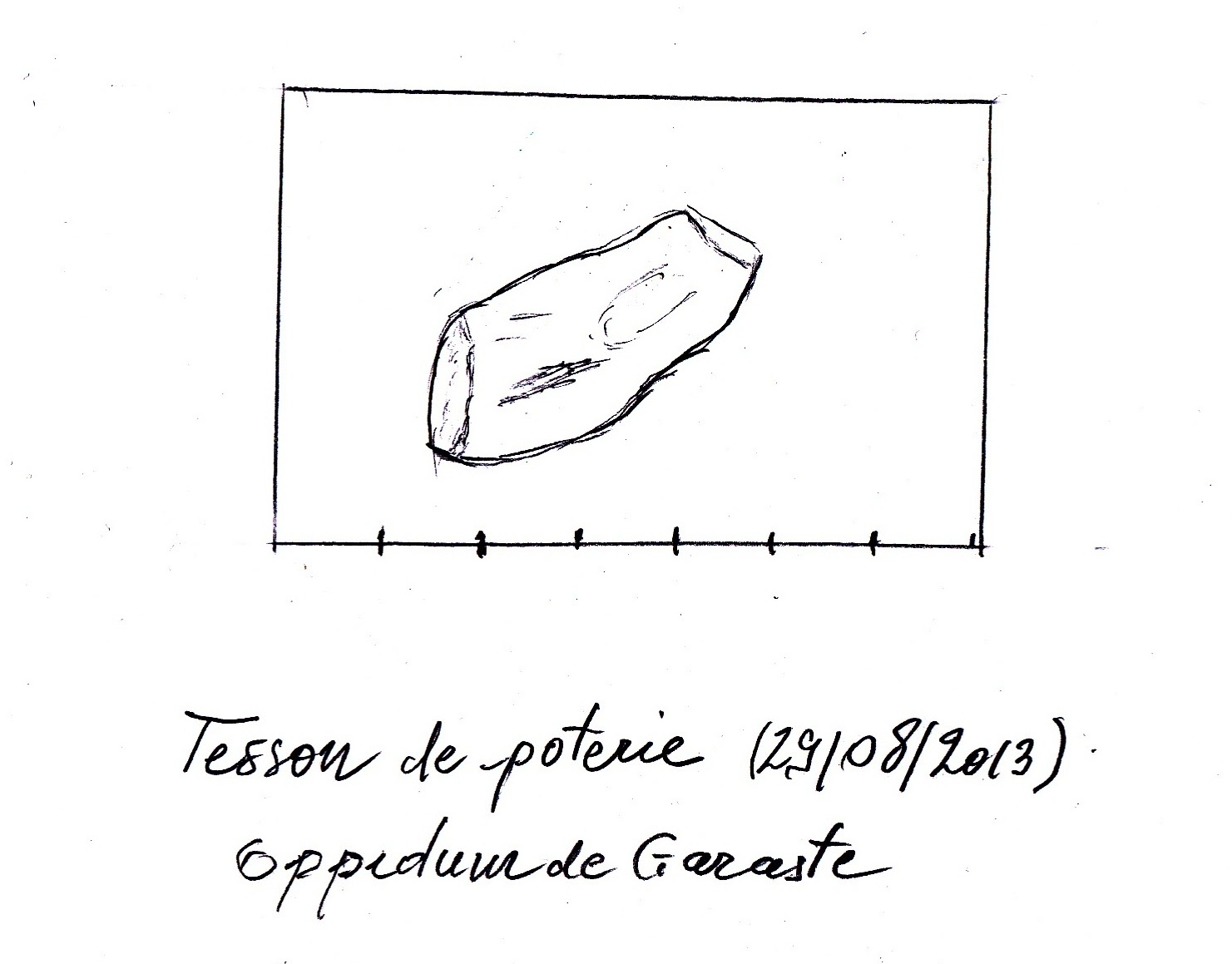
Dessin d'un tesson de poterie à pâte jaune (récolté le 29/08/2013)

Il s'agit de débris de poteries dont le sol, en certains endroits, était couvert. Des débris ont été entrainés par les eaux de ruissellement sur les pentes. On peut en recueillir dans le lit du petit torrent qui se trouve au pied du rocher vers l'est. Certains tessons seraient d'époque néolithique. On peut les classer en trois catégories.
1. Poteries à pâte rouge à grains de calcite rhomboédrique. Cette pâte ressemble beaucoup à celle des « dolium » gaulois.
2. Poteries à pâte jaune clair. C'est une pâte rayable à l'ongle et contenant des paillettes de mica. Cette poterie semble ne pas avoir subi de cuisson. Les débris sont souvent informes.
3. Poteries à pâte jaune clair, minces, très dure. Diverses publications mentionnent une origine grecque. Seuls quelques morceaux (4 ou 5) ont été trouvés.

Les débris sont informes mais on a pu reconnaître des fonds de vases, des rebords de récipients. Certains portent des dessins en creux.
Chenets à têtes chevalines
Plusieurs fragments de chenets dont deux fragments à tête de cheval ont été recueillis, faits d'une céramique à pâte homogène jaune clair, très dure. Un autre fragment de chenet en terre cuite (4,5 cm de long × 3,5 cm de haut) présente une section  quadrangulaire. Il s'agit d'un « objet de tradition protohistorique ».

### Pierres taillées
Ce sont de nombreux débris de silex qui jonchent le sol du cap barré. Une pièce au moins a été reconnue comme taillée, une lame à section trapézoïdale isocèle. Il convient de citer :
1. Un fragment de meule retrouvée dans la muraille qui barrait le cap. La roche a été déterminée comme « microgranite qui proviendrait vraisemblablement des environs du Vigan ». Cette meule avait une forme lenticulaire.
2. Des morceaux de basalte vacuolaire ayant vraisemblablement servi de meules fixes. Cette roche pourrait provenir de la région de Grabels.

### Pierres étrangères au lieu
Ce sont des pierres étrangères au lieu, des galets de quartzite rouge peut-être utilisés comme projectiles de jet ou comme broyeurs.

## Une origine celte
Le site de Garaste a été comparé au site de La Roque (près de Fabrègues). Ce dernier est bien connu. Les analogies « tendent à assigner au Cap barré de Garastre un âge identique à celui de l'oppidum de La Roque c'est-à-dire postérieur au Ve siècle av. J.-C. (époque de La Tène correspondant à l'établissement des Volkes Arécomiques dans la région). ». Une cité Volque est présente dans la région (Sextantio ou Castelnau-le-Lez), à 5 km environ à vol d'oiseau, au sud-sud-ouest de Garaste. L'oppidum devait se situer sur une route aboutissant à Sextantio, passant au pied de Saint-Vincent-de-Barbayrargues.
On est au second âge du fer mais on sait peu de chose de ce qui s'est passé avant. Seule une fouille rigoureusement menée pourrait nous l'apprendre.